# Tyler Clary
Scott Tyler Clary (* 12. März 1989 in Redlands (Kalifornien)) ist ein US-amerikanischer Schwimmer.
Clary feierte seinen ersten internationalen Erfolg bei den Panamerikanischen Spielen 2007 in Rio de Janeiro, wo er Silber über 200 m Rücken gewann. Bei den Schwimmweltmeisterschaften 2009 in Rom erlangte er ebenfalls eine Silbermedaille, diesmal über 400 m Lagen. Ebenfalls erfolgreich war er bei den Schwimmweltmeisterschaften 2011 in Shanghai. Hier konnte er erneut die Silbermedaille über 400 m Lagen gewinnen und erhielt Bronze über 200 m Rücken. Seinen bisher größten Erfolg hatte er bei den Olympischen Sommerspielen 2012 in London, wo er die Goldmedaille über 200 m Rücken gewann. Mit einer Zeit von 1:53,41 min stellte zudem einen neuen olympischen Rekord auf.